# Le Lyrial
Die Le Lyrial in ein Kreuzfahrtschiff der Reederei Compagnie du Ponant.

## Geschichte
Am 16. Juli 2013 unterzeichneten Fincantieri und Compagnie Du Ponant einen Vertrag über den Bau eines vierten Schiffes, nachdem in den Jahren 2010 bis 2013 bereits die Schiffe Le Boréal, L’Austral und Le Soléal gebaut wurden. Das Schiff lief am 23. Oktober 2014 vom Stapel. Am 11. April 2015 wurde es an die Reederei abgeliefert. Die Jungfernfahrt begann am 9. Mai 2015 in Venedig.

## Technische Daten und Ausstattung
Das Schiff wird von zwei Elektromotoren mit einer Leistung von jeweils 2.300 kW angetrieben. Die Motoren wirken auf zwei Festpropeller. Das Schiff erreicht eine Geschwindigkeit von bis zu 16 kn.
Für die Stromversorgung stehen vier Dieselgeneratoren mit einer Leistung von jeweils 1.600 kW (Scheinleistung: 2.000 kVA) sowie ein Generator mit einer Leistung von 800 kW (Scheinleistung: 1000 kVA) und ein Notgenerator mit einer Leistung von 600 kW (Scheinleistung: 750 kVA) zur Verfügung.
An Bord ist in 122 Kabinen Platz für 264 Passagiere. Es sind nur Außenkabinen vorhanden. 114 Kabinen haben einen eigenen Balkon. Das Schiff verfügt über sieben Decks, von denen sechs für Passagiere zugänglich sind.
Der Rumpf des Schiffes ist eisverstärkt (Eisklasse 1C), das Schiff kann daher auch in den Polargebieten eingesetzt werden. Um Passagiere während Expeditionskreuzfahrten auch in Gegenden ohne Hafeninfrastruktur an Land bringen zu können, ist das Schiff mit Zodiac-Schlauchbooten ausgerüstet.

## Sonstiges
Benannt ist das Schiff nach dem Sternbild Leier (Lyra).